# Palazzo Leoni Montanari
Le palazzo Leoni Montanari est un palais italien de style baroque tardif situé dans le centre de Vicence, en Vénétie. Il abrite aujourd'hui des salles d'exposition, des lieux de réunion et des collections d'art appartenant à la banque Intesa Sanpaolo.

## Histoire
La construction de ce palais est commandée en 1678 par Giovanni Leoni Montanari, un riche marchand de tissus qui aspirait à se faire anoblir. Les architectes sont inconnus, mais l'atelier de Borrella à Vicence et l'architecte lombard Giuseppe Marchi sont impliqués dans sa conception.
La décoration intérieure est l'œuvre de la famille lombarde Paracca, ayant œuvré en tant que stucateurs et peintres, mais aussi celle du peintre tyrolien Giuseppe Alberti, du peintre français Louis Dorigny et du sculpteur bassanais Angelo Marinali (it).
En 1808, le palais est acheté par le comte Girolamo Egidio di Velo, collectionneur amateur d'antiquités grecques et romaines. Le rez-de-chaussée est redécoré avec des stucs et des fresques dans le style néoclassique. En 1908, le palais est devenu la propriété d'une banque. À la fin des années 1970, le palais est restauré.
Les galeries d'art du musée contiennent une collection sélective d'icônes russes et de peintures réalisées principalement par des artistes vénitiens du XVIIIe siècle tels que Francesco Albotto, Canaletto, Carlevarijs, les frères Francesco et Giacomo Guardi, Pietro Longhi, Bartolomeo Pedon (en), Giovanni Antonio Pellegrini, l'atelier de Marco Ricci, Francesco Zuccarelli, ainsi que Giambattista Tiepolo et Giandomenico Tiepolo.

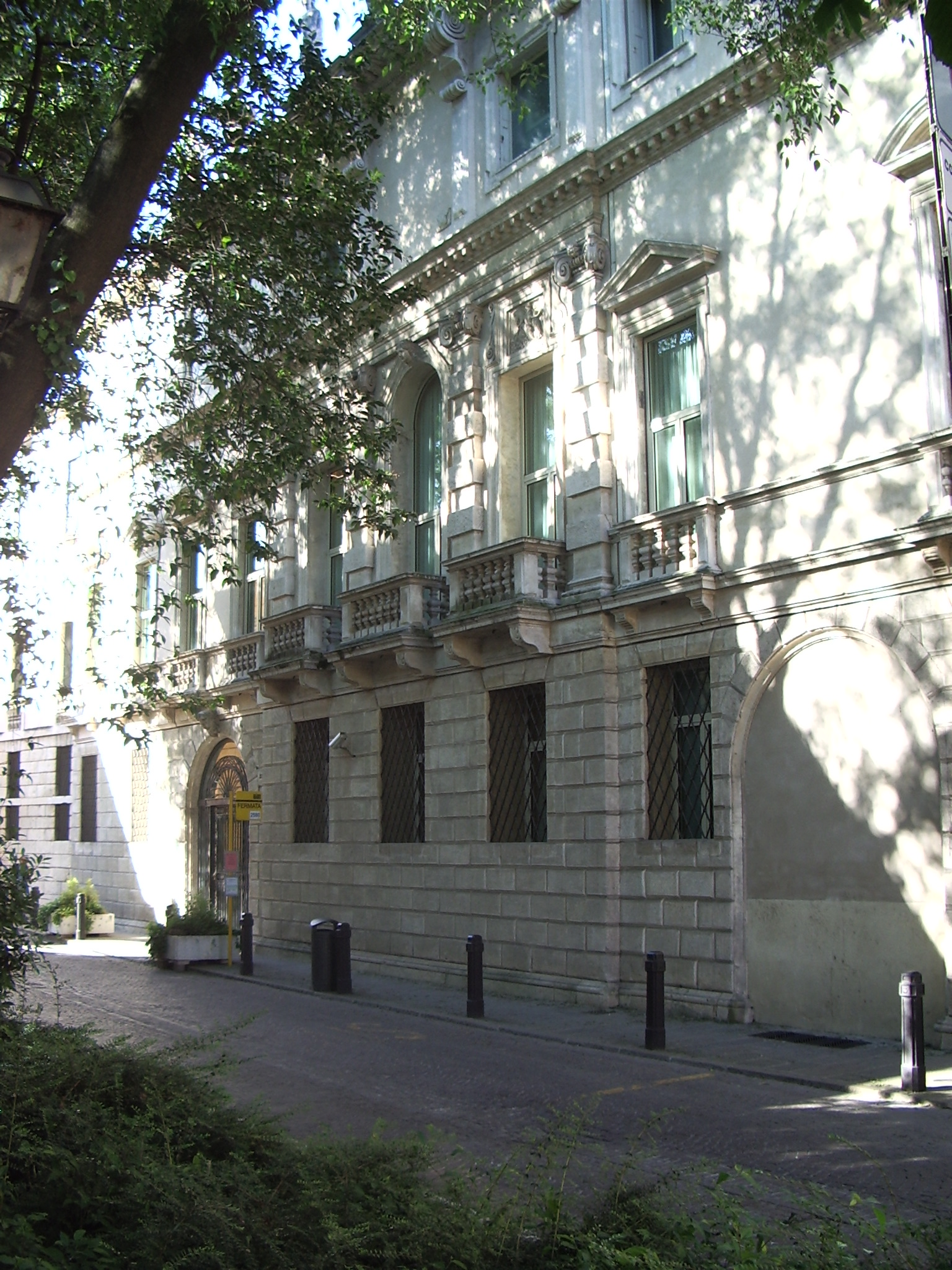
La façade.
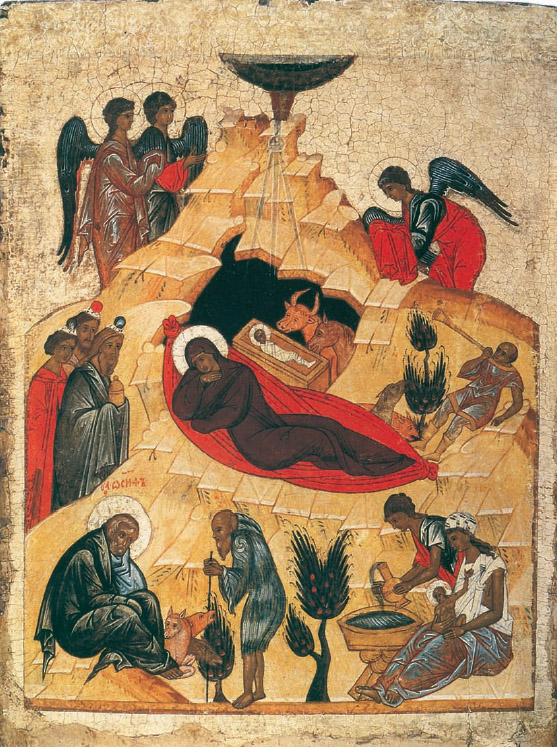
Icône de la Nativité.